# Bendis (mythologie)

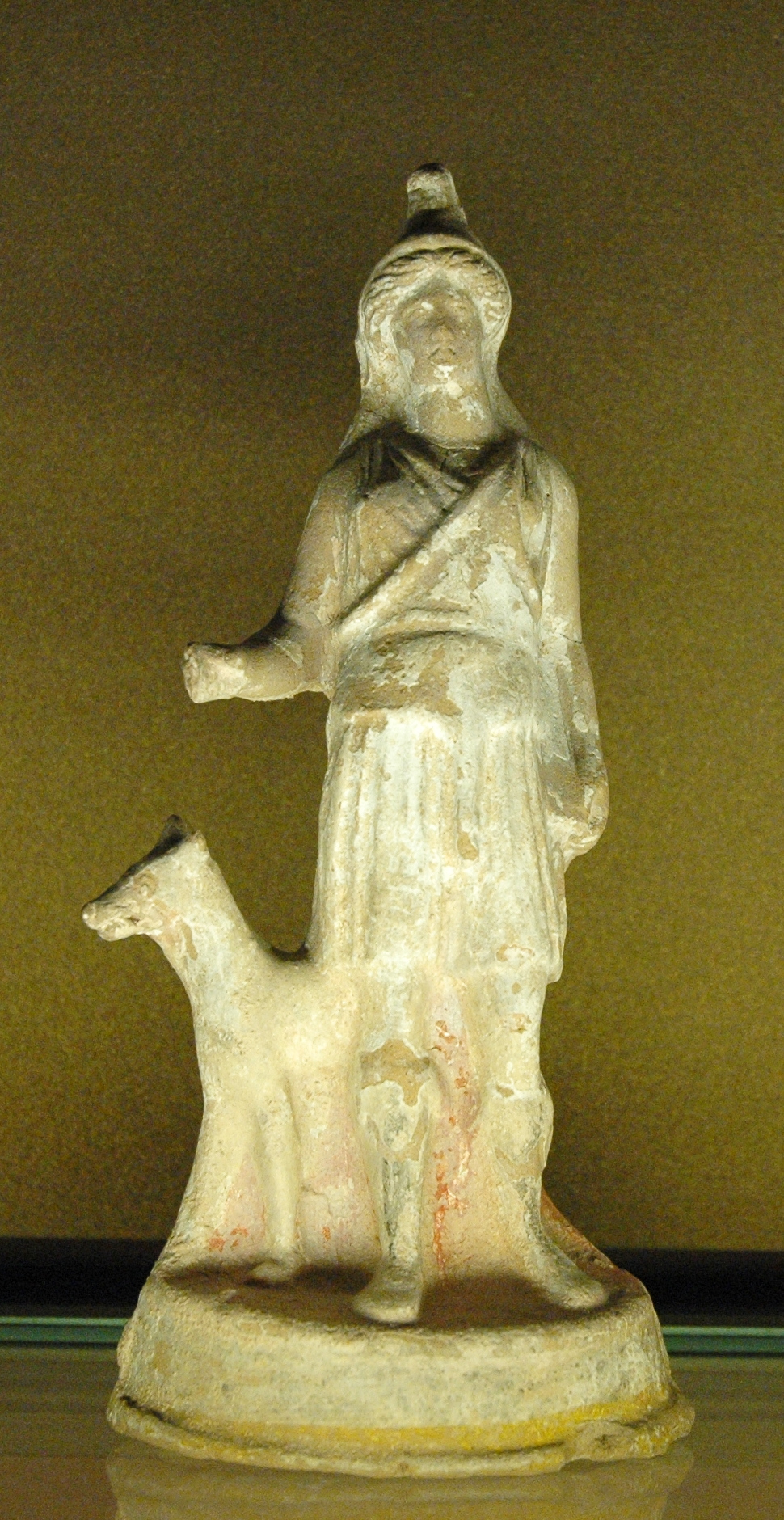
Artemis Bendis, gegoten terracotta beeldje, (Tanagra?) circa 350 v.Chr. (Louvre)

Bendis was in de Thracische mythologie de godin van de jacht die door de Grieken werd gelijkgesteld met Artemis, en vandaar ook met de twee overige verschijningsvormen van de vroegere Minoïsche goddelijke triade, Hekate en Persephone. Zoals Artemis was zij een jageres, maar werd vergezeld van dansende saters en maenaden zoals te zien is op een roodfigurige kylix uit de 5e eeuw v.Chr. (in Verona). Bendis is, meer nog dan de Olympische Artemis, een nachtgodin gebleven, waardoor zij met Hekate verwant is.
Haar cultus werd in Attica ingevoerd door Thracische immigranten en werd er dusdanig populair dat de festiviteiten in Plato's tijd (circa 430 v.Chr.) tot officieel ceremonieel van de stadstaat genaturaliseerd werden onder de naam Bendideia. Bij die evenementen hoorden nachtelijke toortsenracen te paard, zoals Plato die in 328 in zijn De Republiek vermeldt:
"Je hebt nog niet gehoord dat er vanavond een toortsenrace te paard doorgaat ter ere van de Godin?" "Te paard?", vroeg ik. "Dat is een nieuw idee. Gaan ze dan toortsen meevoeren en die van de een op de ander overdragen terwijl ze te paard racen, of wat bedoel je?" "Ja precies, zo gaat het," zei Polemarchus, "en verder is er ook nog een nachtfeest dat de moeite waard is te gaan zien."
De 'Bendideia' bevatten ook een plechtige processie waarin Atheners en Thraciërs tezamen naar het heiligdom van de Godin trokken, dat aan de haven van Piraeus lag. Een roodfiguren coupe (skyfos) die zich in de universiteit van Tübingen bevindt, daterend van circa 440-430, blijkt de komst van de pas geofficialiseerde cultus te herdenken. Daarop is Themis (vertegenwoordigster van de Atheense traditionele adat) te zien naast een gelaarsde en ommantelde Bendis met haar Thracische vossenkap.
Een kleine marmeren votiefzuil van Bendis uit circa 350-325 v.Chr. die in Piraeus werd gevonden en zich thans in het British Museum bevindt, toont de godin met haar aanhangers in bas-reliëf. Deze afbeelding toont duidelijk aan dat de godin sterk beïnvloed is geweest door het Atheense concept van Artemis. Bendis draagt er een korte chiton zoals Artemis, maar met een Aziatische korte pofbroek eronder. Zij is in een dierenhuiden mantel gehuld zoals Artemis en draagt een speer, maar heeft ook een Thracische kapmantel die met een broche is dichtgespeld. Verder draagt zij hoge smalle laarzen. Zoals te zien is op de afbeelding van een terracotta beeld uit de vierde eeuw dat zich in het Louvre bevindt, is zij ook daar op die manier gekleed en droeg zij ooit een (houten?) speer.

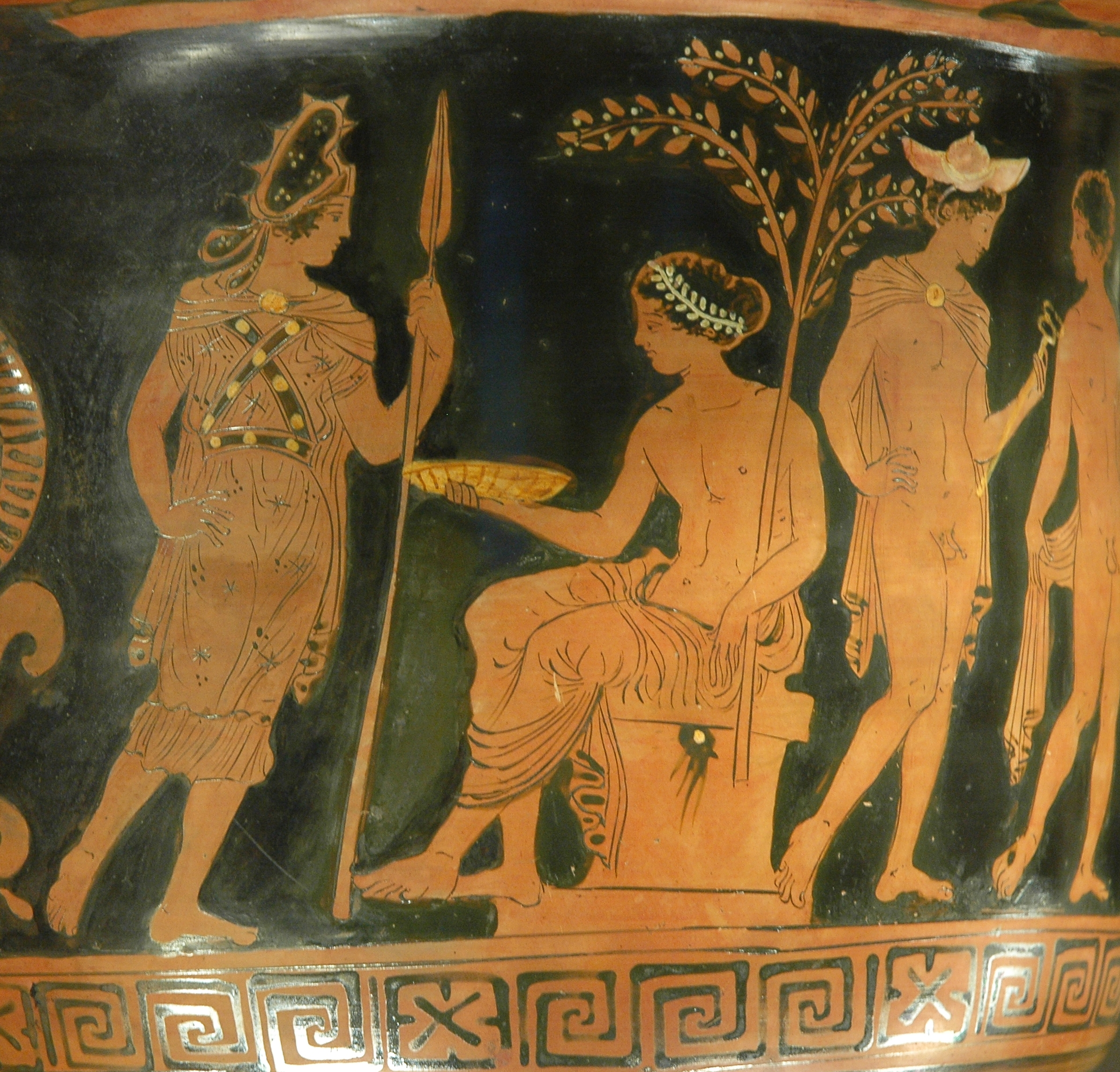
Bendis in haar Thracische kapmantel nadert een gezeten Apollonfiguur. Roodfigurige bolvormige krater door de Bendis Schilder, circa 380–370 v.Chr.

Elders in Griekenland dan in Athene sloeg de cultus van Bendis echter niet aan.
"Zoals in alles bleven de Atheners ook gastvrij voor vreemde gebruiken, en dus ook voor de verering van goden; want zij verwelkomden er zoveel met buitenlandse rituelen dat ze daarvoor werden gekarikaturiseerd door comiekschrijvers; en dat gold ook voor de Thracische en de Frygische riten."
De "Frygische riten" waar Strabo het over had golden vooral de cultus van Cybele die door de Atheners evengoed was geadopteerd in de 5e eeuw.
De Atheners hebben de cultus van Bendis ook nog vermengd met de eveneens Dionysisch Thracische roespartijen rond Kotys, die door Aeschylus worden aangehaald. Archaïsche vrouwenbeeldjes die in Thracië en Bulgarije worden opgegraven wil men ook weleens met Bendis in verband brengen.
Door hedendaagse volgelingen van de Moedergodin is een cultus van Bendis tot nieuw leven gebracht.